# Little Dead Rotting Hood – Keine Angst vorm bösen Wolf
Little Dead Rotting Hood – Keine Angst vorm bösen Wolf (Originaltitel Little Dead Rotting Hood) ist ein US-amerikanischer Horrorfilm aus dem Jahr 2016.

## Handlung
Eine Kleinstadt wird seit geraumer Zeit von einer mysteriösen Kreatur terrorisiert. Menschen, die wagen, den in der Nähe befindlichen Wald zu betreten, fallen ihr zum Opfer. Adam, der Sheriff der Kleinstadt und seine Truppe bestehend aus Deputy Henry, Officer Victoria und Officer Scudder, beschließen, mit einer Gruppe ansässiger Jäger, die Stadt vor der Kreatur zu beschützen und sie zu jagen. Während der Jagd wird ihnen klar, dass es sich bei der Kreatur um einen Werwolf handelt. Den Polizisten wird klar, dass sie die Kreatur in der Wolfsform nicht töten können, sodass sie beschließen, den unverwandelten Menschen zu finden und zu töten. Nach und nach kann der Werwolf einen nach dem anderen fassen.
Verstärkung finden sie in der jungen Frau „Rotkäppchen“ Samantha, die aus einer Familie stammt, die bereits lange gegen Werwölfe kämpft. Von ihrer Großmutter Winfield wurde sie durch Hexerei mit übermenschlichen Fähigkeiten ausgestattet. Zum Problem wird die Tatsache, je näher der Vollmond rückt, desto mächtiger wird der Werwolf und die Bürgerwehr der Kleinstadt ist nicht mehr in der Lage, sich gegen den Werwolf zu wehren. Schließlich stellen sich Adam und sein Team dem Werwolf entgegen. Tatsächlich kann die örtliche Polizei den Werwolf besiegen, nicht aber ohne eigene Verluste innerhalb der Polizeitruppe. Nachdem Adam sicher gegangen ist, dass der Werwolf tot ist, macht er sich darüber Gedanken, was da draußen noch für Kreaturen lauern könnten. Danach macht er sich an die Arbeit, den Schaden, den der Werwolf angerichtet hat, festzustellen.

## Hintergrund
Die Szenen in der Kleinstadt wurden in Santa Clarita gedreht, weitere Szenen entstanden in einem Filmstudio in Los Angeles.
Im Januar 2016 erschien der Film in den USA. In Deutschland startet der Film am 11. März 2016 in den Videoverleih.

## Rezeption
„Was als launige Werwolf-Horrorkomödie gedacht ist, bleibt im Halbgaren stecken: Für echten Schrecken fehlt es Darstellern und Regie an Talent, für gelungenen Trash an der Bereitschaft zur Selbstironie.“

Blu-ray-Rezensionen bezeichnet die Dialoge als „zum Davonlaufen“, die Masken als „günstig kreiert“ und dazu werden die Verwandlungen als „mies“ bewertet. Zu den Darstellern wird geschrieben, dass sie aus der „C- bis Z-Kategorie“ gecastet wurde und man sich fragt, warum Hauptdarsteller Eric Balfour „aufgrund akuter Geldnot oder tatsächlich aus Lust am Film-Müll“ mitwirkte. Final wird geurteilt, dass der Film nicht ganz den „Fun-Faktor anderer Outputs des Asylum-Studios“ erreicht und erhält eine Wertung von 40 %.
Im Audience Score, der Zuschauerwertung auf Rotten Tomatoes, hat der Film bei über 50 Bewertungen eine Wertung von 27 %. In der Internet Movie Database hat der Film bei über 1300 Stimmenabgaben eine Wertung von 3,7 von 10,0 möglichen Sternen (Stand: Januar 2024).